# Arlecchino

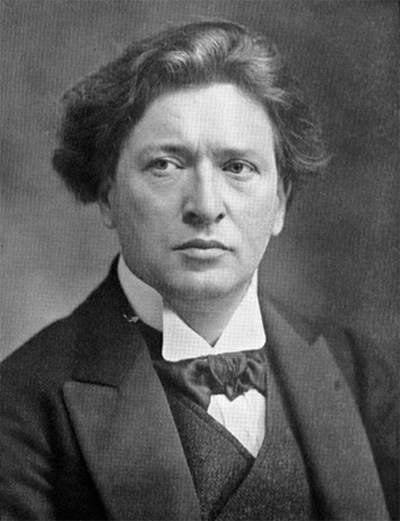
Ferruccio Busoni

Arlecchino o Le finestre (Harlekin eller Fönstren) är en opera (Capriccio teatrale) i en akt med musik och text av Ferruccio Busoni. Operan uruppfördes den 11 maj 1917 i Zürich tillsammans med Busonis Turandot.

## Historia
I Bologna upplevde Busoni 1912 en Commedia dell'arte-föreställning och i Rom bevistade han en marionettföreställning. Detta satte sin prägel på såväl ämnesvalet som utformningen av hans följande operor. Han tänkte sig till en början "en marionettragedi med musik". Librettot till Arlecchino tillkom redan före första världskriget, men tonsättningen blev uppskjuten på grund av en Amerikaturné. 1916 var partituret klart. Att uruppförandet skulle äga rum på Stadttheater Zürich var redan bestämt men Busoni ville kombinera Arlecchino med sin andra kortopera, Turandot. Båda verken uruppfördes gemensamt men försvann sedan snabbt från repertoaren. De uppmärksammades på nytt först under 1960-talet, främst då Arlecchino. Eftersom Busoni varken tillhörde avantgardisterna eller de konservativa betraktades hans verk som mycket säregna. Strukturellt sett har Busonis Arlecchino faktiskt präglat det musikaliska perspektivet i Kurt Weills och Brechts episka teater i betydligt högre grad än vad som vanligen erkänns. Weill var för övrigt elev till Busoni mellan åren 1921 och 1924.

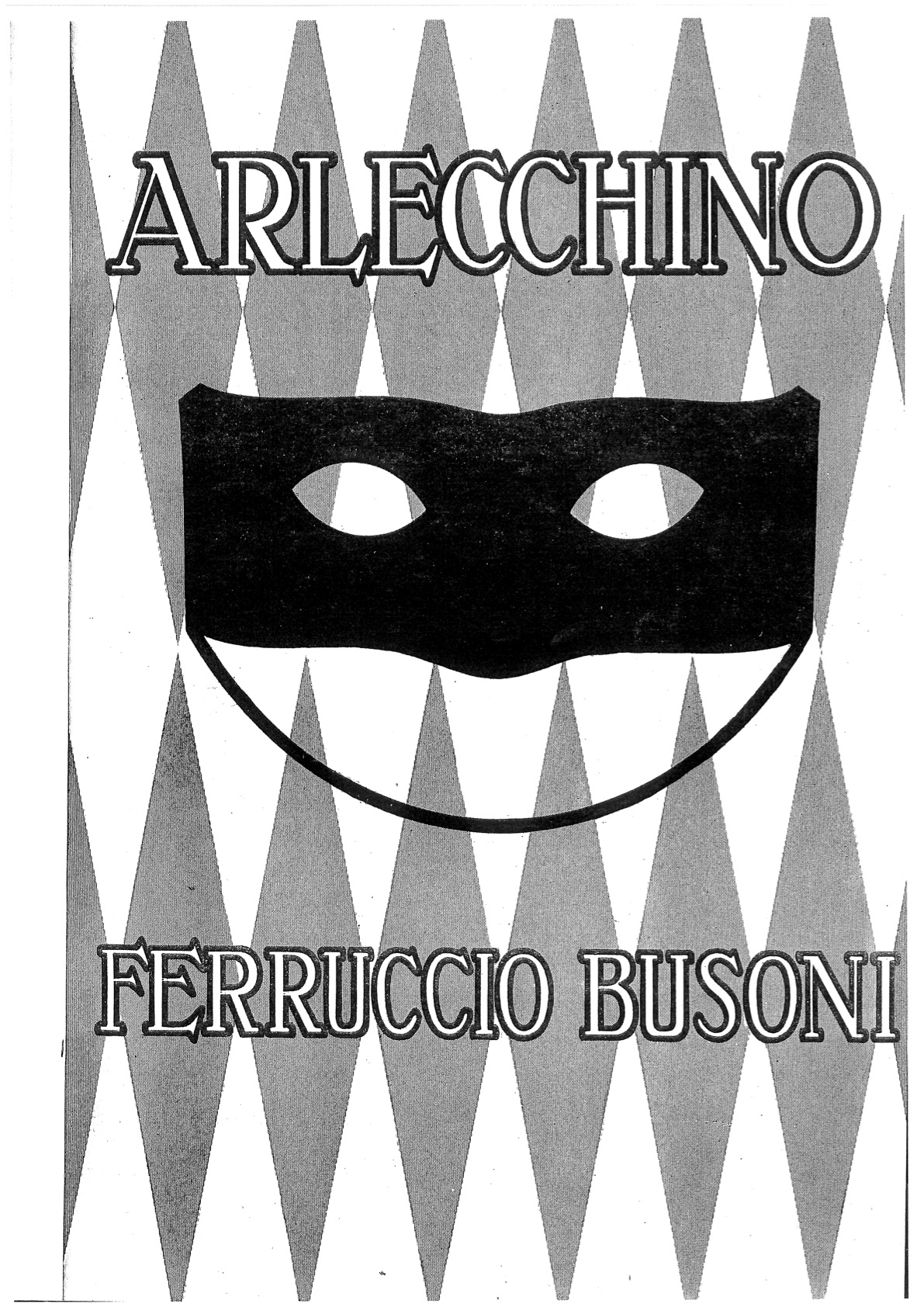
Arlecchino

Busoni företrädde såväl i sina skrifter som i sina sceniska verk ett klassicistiskt men samtidigt pragmatiskt ideal. Elementära situationer fick endast antydas, för att därigenom undgå risken att framstå som löjliga.
En kärleksduett inför öppen ridå är inte bara skamlös, utan helt igenom osann... Det finns inget värre än att se och höra en liten man och en storväxt kvinna, som sjungande svärmar för varandra och håller varandras händer
anmärkte Busoni i sin essä Über die Möglichkeiten der Oper från 1921. Den här estetiken förklarar varför han vände sig till Commedia dell'arte och de gamla kinesiska sagorna. I Arlecchino, liksom i Turandot, framställs känslorna alltid så att säga inom citationstecken.

## Roller
- Matteo del Sarto, skräddarmästare (Baryton)
- Abboten (Baryton)
- Doktor Bombasto (Bas)
- Harlekin (talroll)
- Kavaljeren Leandro (Tenor)
- Annunziata, Matteos hustru (stum roll)
- Colombine, Harlekins hustru (Mezzosopran)
- Två polisbetjänter, en vagnskusk, en åsna, personer i fönstren (stumma roller)

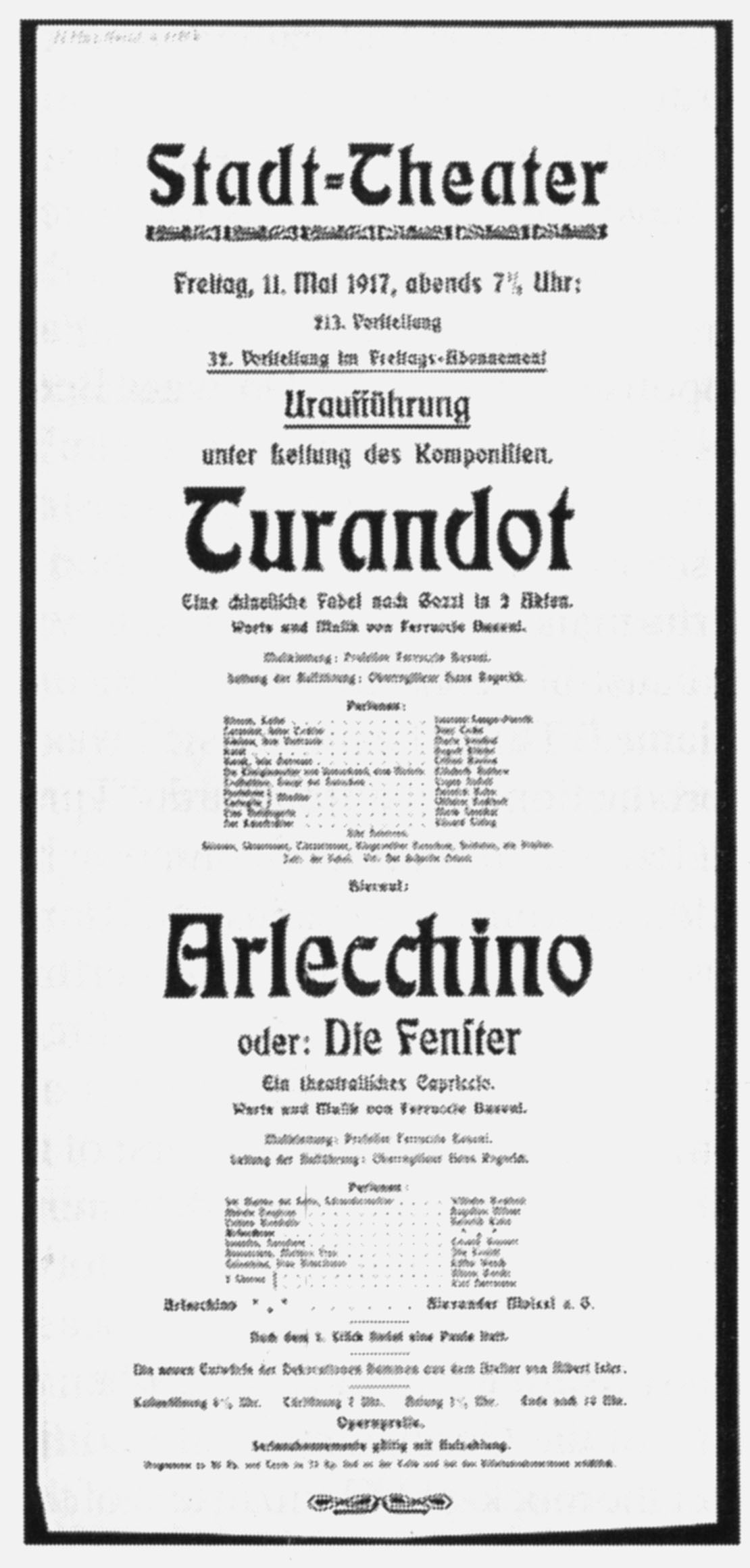
Affisch till premiären

## Handling
Bergamo, 1770-talet.
Skräddarmästaren Matteo sitter utanför sitt hus och syr medan han läser Den gudomliga komedin. Inne i huset bedrar hans hustru Annunziata honom under tiden med Arlecchino. Men hur skall de avsluta äventyret? Arlecchino hoppar oförskräckt ut genom fönstret, landar framför fötterna på skräddaren och informerar denne om att barberaren står utanför stadsportarna. Arlecchino drar fördel av skräddarens förvirring och lurar av honom nyckeln till huset, låser in honom och beger sig därifrån. Arlecchino varnar även Doktor Bombasto och abboten för den förmente faran. De förskansar sig genast i värdshuset. Arlecchino förklär sig till officer och befaller skräddaren att försvara staden. Men nu avbryts Arlecchinos rendez-vous med Annunziata av Colombine. Arlecchinos hustru tar revansch genom att inlåta sig med kavaljer Leandro. Arlecchino sticker ner Leandro, lägger liket utanför värdshuset, skriker högljutt "mord" och gömmer sig. När den döde Leandro upptäcks, ropar abboten på hjälp, men ingen av de nyfikna personer som tittar ut genom fönstren bistår honom. Liket läggs till sist på en åsnekärra och stämmer in abbotens, doktorns och Colombines avskedssång. Arlecchino beger sig därifrån tillsammans med Annunziata. När skräddaren återvänder från kriget, som aldrig har ägt rum, är Annunziata försvunnen, hon har gått till kvällsandakten. Matteo fördjupar sig på nytt i Den gudomliga komedin.